# Трамутола
Трамутола (італ. Tramutola) — муніципалітет в Італії, у регіоні Базиліката, провінція Потенца.
Трамутола розташована на відстані близько 330 км на південний схід від Рима, 36 км на південь від Потенци.
Населення — 3112 осіб (2014).
Щорічний фестиваль відбувається 17 травня. Покровитель — Madonna dei Miracoli.

## Демографія
Населення за роками:

Станом на 1 січня 2023 року в муніципалітеті офіційно проживав 71 іноземець з 16 країн, серед них 24 громадяни країн Євросоюзу та 4 громадяни України.

## Сусідні муніципалітети
- Грументо-Нова
- Марсіковетере
- Молітерно
- Монтезано-сулла-Марчеллана
- Падула
- Патерно